# ایالات متحده آمریکا در ۲۰۲۲
الگو:Year in the United States
ایالات متحده آمریکا در ۲۰۲۰ گاه‌شماری از مهم‌ترین رویدادها در سال ۲۰۲۲ در این کشور است.

## حاکمان

### دولت فدرال
- رئیس‌جمهور: جو بایدن (دی - دلاور)
- معاون رئیس‌جمهور: کامالا هریس (دی- کالیفرنیا)
- رئیس دادگاه: جان رابرتز (نیویورک)
- رئیس مجلس: نانسی پلوسی (دی-کالیفرنیا)
- رهبر اکثریت سنا: چاک شومر (دی-نیویورک)
- کنگره: ۱۱۷

## رویدادها

### ژانویه
- ۱ ژانویه
  - اریک آدامز جانشین بیل دی بلازیو به عنوان صد و دهمین شهردار نیویورک سیتی شد.[۱]